# Regering-Rocard II
De regering–Rocard II (Frans: Gouvernement Michel Rocard II) was de regering van de Franse Republiek van 22 juni 1988 tot 15 mei 1991.

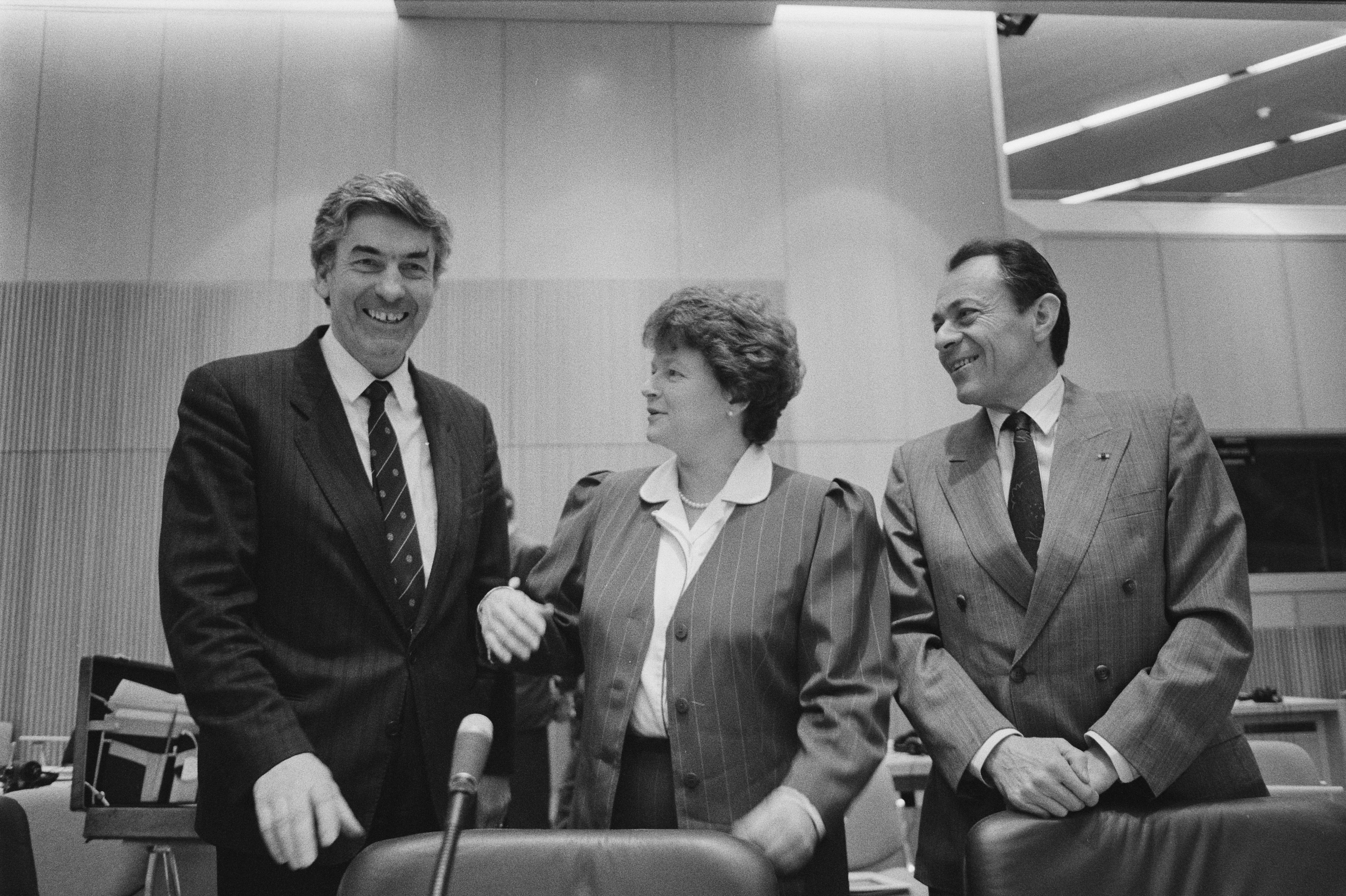
Minister-president van Nederland Ruud Lubbers, premier van Noorwegen Gro Harlem Brundtland en premier Michel Rocard tijdens een internationale milieuconferentie op 10 maart 1989.

| Ambtsbekleder                          | Ambtsbekleder           | Ambtsbekleder                  | Functie(s)                                 | Ambtstermijn     | Ambtstermijn     | Partij(en) |
| -------------------------------------- | ----------------------- | ------------------------------ | ------------------------------------------ | ---------------- | ---------------- | ---------- |
|                                        | Michel Rocard           | Michel Rocard (1930–2016)      | Premier                                    | 10 mei 1988      | 15 mei 1991      | PS         |
|                                        | Pierre Bérégovoy        | Pierre Bérégovoy (1925–1993)   | Minister van Staat                         | 10 mei 1988      | 2 april 1992     | PS         |
| Minister van Financiën                 | Pierre Bérégovoy        | Pierre Bérégovoy (1925–1993)   |                                            | 10 mei 1988      | 2 april 1992     | PS         |
| Minister van Economische Zaken         | Pierre Bérégovoy        | Pierre Bérégovoy (1925–1993)   |                                            | 10 mei 1988      | 2 april 1992     | PS         |
| Minister voor Begrotingszaken          | Pierre Bérégovoy        | Pierre Bérégovoy (1925–1993)   |                                            | 10 mei 1988      | 2 april 1992     | PS         |
|                                        | Roland Dumas            | Roland Dumas (1922)            | Minister van Staat                         | 10 mei 1988      | 29 maart 1993    | PS         |
| Minister van Buitenlandse Zaken        | Roland Dumas            | Roland Dumas (1922)            |                                            | 10 mei 1988      | 29 maart 1993    | PS         |
|                                        | Lionel Jospin           | Lionel Jospin (1937)           | Minister van Staat                         | 10 mei 1988      | 2 april 1992     | PS         |
| Minister van Onderwijs                 | Lionel Jospin           | Lionel Jospin (1937)           |                                            | 10 mei 1988      | 2 april 1992     | PS         |
| Minister van Jeugd en Sport            | Lionel Jospin           | Lionel Jospin (1937)           | 15 mei 1991                                | 10 mei 1988      |                  | PS         |
|                                        | Maurice Faure           | Maurice Faure (1922–2014)      | Minister van Staat                         | 10 mei 1988      | 22 februari 1989 | PRG        |
| Minister van Huisvesting               | Maurice Faure           | Maurice Faure (1922–2014)      |                                            | 10 mei 1988      | 22 februari 1989 | PRG        |
|                                        |                         | Michel Durafour (1920–2017)    | Minister van Staat                         | 22 februari 1989 | 15 mei 1991      | UDF        |
| Minister van Publieke Diensten         | 10 mei 1988             | Michel Durafour (1920–2017)    |                                            |                  | 15 mei 1991      | UDF        |
| Minister voor Bestuurlijke Vernieuwing | 10 mei 1988             | Michel Durafour (1920–2017)    |                                            |                  | 15 mei 1991      | UDF        |
|                                        |                         | Michel Delebarre (1946)        | Minister van Staat                         | 20 december 1990 | 29 maart 1993    | PS         |
| Minister voor Stedelijke Ontwikkeling  | 2 april 1992            | Michel Delebarre (1946)        |                                            | 20 december 1990 |                  | PS         |
|                                        | Pierre Joxe             | Pierre Joxe (1934)             | Minister van Binnenlandse Zaken            | 10 mei 1988      | 30 januari 1991  | PS         |
|                                        | Philippe Marchand       | Philippe Marchand (1939–2018)  | Minister van Binnenlandse Zaken            | 30 januari 1991  | 2 april 1992     | PS         |
|                                        | Jean-Pierre Chevènement | Jean-Pierre Chevènement (1939) | Minister van Defensie                      | 10 mei 1988      | 30 januari 1991  | PS         |
|                                        | Pierre Joxe             | Pierre Joxe (1934)             | Minister van Defensie                      | 30 januari 1991  | 10 maart 1993    | PS         |
|                                        |                         | Pierre Arpaillange (1924–2017) | Minister van Justitie                      | 10 mei 1988      | 1 oktober 1990   | DVG        |
| Zegelbewaarder                         |                         | Pierre Arpaillange (1924–2017) |                                            | 10 mei 1988      | 1 oktober 1990   | DVG        |
|                                        | Henri Nallet            | Henri Nallet (1939)            | Minister van Justitie                      | 1 oktober 1990   | 2 april 1992     | PS         |
| Zegelbewaarder                         | Henri Nallet            | Henri Nallet (1939)            |                                            | 1 oktober 1990   | 2 april 1992     | PS         |
|                                        |                         | Jean-Marie Rausch (1929)       | Minister van Buitenlandse Handel           | 22 juni 1988     | 15 mei 1991      | DVD        |
|                                        | Claude Évin             | Claude Évin (1949)             | Minister van Volksgezondheid               | 22 juni 1988     | 15 mei 1991      | PS         |
| Minister van Sociale Zaken             | Claude Évin             | Claude Évin (1949)             |                                            | 22 juni 1988     | 15 mei 1991      | PS         |
|                                        | Jean-Pierre Soisson     | Jean-Pierre Soisson (1934)     | Minister van Arbeid en Werkgelegenheid     | 22 juni 1988     | 15 mei 1991      | UDF        |
|                                        | Hubert Curien           | Hubert Curien (1924–2005)      | Minister van Hoger Onderwijs en Wetenschap | 22 juni 1988     | 29 maart 1993    | O          |
|                                        |                         | Michel Delebarre (1946)        | Minister van Transport                     | 22 juni 1988     | 20 december 1990 | PS         |
| Minister voor Maritime Zaken           |                         | Michel Delebarre (1946)        |                                            | 22 juni 1988     | 20 december 1990 | PS         |
| Minister van Huisvesting               | 22 februari 1989        | Michel Delebarre (1946)        |                                            |                  | 20 december 1990 | PS         |
|                                        | Louis Besson            | Louis Besson (1937)            | Minister van Transport                     | 20 december 1990 | 15 mei 1991      | PS         |
| Minister van Huisvesting               | Louis Besson            | Louis Besson (1937)            |                                            | 20 december 1990 | 15 mei 1991      | PS         |
| Minister voor Maritime Zaken           | Louis Besson            | Louis Besson (1937)            |                                            | 20 december 1990 | 15 mei 1991      | PS         |
|                                        |                         | Roger Fauroux (1926–2021)      | Minister van Ruimtelijke Ordening          | 10 mei 1988      | 15 mei 1991      | DVG        |
| Minister voor Industriële Zaken        |                         | Roger Fauroux (1926–2021)      |                                            | 10 mei 1988      | 15 mei 1991      | DVG        |
|                                        | Henri Nallet            | Henri Nallet (1939)            | Minister van Landbouw en Visserij          | 10 mei 1988      | 1 oktober 1990   | PS         |
|                                        | Louis Mermaz            | Louis Mermaz (1931)            | Minister van Landbouw en Visserij          | 1 oktober 1990   | 2 oktober 1992   | PS         |
|                                        | Louis Le Pensec         | Louis Le Pensec (1937)         | Minister van Overzeese Gebiedsdelen        | 10 mei 1988      | 29 maart 1993    | PS         |
|                                        | Jack Lang               | Jack Lang (1939)               | Minister van Cultuur en Communicatie       | 10 mei 1988      | 2 april 1992     | PS         |
|                                        | Édith Cresson           | Édith Cresson (1934)           | Minister voor Europese Zaken               | 10 mei 1988      | 1 oktober 1990   | PS         |
|                                        | Paul Quilès             | Paul Quilès (1942–2021)        | Minister voor Telecommunicatie en Post     | 10 mei 1988      | 15 mei 1991      | PS         |
| Minister voor Ruimtevaart              | Paul Quilès             | Paul Quilès (1942–2021)        |                                            | 10 mei 1988      | 15 mei 1991      | PS         |
|                                        |                         | Jacques Pelletier (1929–2007)  | Minister voor Samenwerking                 | 10 mei 1988      | 15 mei 1991      | UDF        |
|                                        |                         | Jean Poperen (1925–1997)       | Minister voor Parlementaire Betrekkingen   | 10 mei 1988      | 2 april 1992     | PS         |